# Letecký útok na Plzeň 28. října 1940
Letecký útok na Plzeň 28. října 1940 byla operace britského Královského letectva (RAF) na podzim 1940, v průběhu druhé světové války. Při plánovaném nočním náletu bombardérů RAF na západočeské město Plzeň měly být poškozeny Škodovy závody. Druhý pokus o bombardování Plzně neuspěl pro problémy s nalezením cíle, pročež k bombardování závodu a města vůbec nedošlo.

## Pozadí
Plzeňské Škodovy závody, od začátku okupace součást německého koncernu strojíren Reichswerke Hermann Göring,:20 byly pro nacistické Německo velmi důležité, neboť byly jednou z největších zbrojních továren v Evropě. Škodovka pomáhala vést agresivní a expanzivní politiku Německa dodávkami kvalitního a moderního válečného arzenálu, v první polovině války především zbraní československé konstrukce.:20 Právě z těchto důvodů se plzeňská Škodovka stala cílem číslo jedna britských vzdušných útoků na území původního Československa, neboť zničení Škodových závodů mělo citelně omezit německé možnosti pokračovat ve válce.

### Navigační problémy nočních letů
Během denních náletů v květnu a červnu 1940 zaznamenala RAF téměř dvojnásobné ztráty oproti ztrátám při nočních náletech, což vedlo k přesunu hlavních náletů do nočních hodin. Důvodem byly malá rychlost a slabé vyzbrojení britských bombardérů, které prohrávaly s německou obranou.:269 Na podzim 1940 dostaly noční nálety zcela přednost, během dne se prováděly už jen malé a specializované operace. Noční nálety však doprovázela komplikace v podobě navigace na cíle vzdálené i přes 1000 km, kterou si je obtížné v době mobilních telefonů s GPS představit. V roce 1940 měli letci značně omezené prostředky pro určení směru letu a nalezení cíle. Odkázáni byli především na obyčejný kompas, mapy a spočtenou dobu příletu nad cíl.:270 Při jasné noci se mohli orientovat podle hvězd a případně podle viditelných prvků krajiny pod sebou, při oblačnosti bylo totéž obtížné až nemožné.:270 Komplikací byl i vítr, neboť boční vítr vychyloval letadlo ze směru, zadní vítr způsoboval přelet cíle a při čelním větru byli v předpokládaném čase ještě před cílem. Pro britské letectvo ležela Plzeň v roce 1940 na hranici možností navigace.:22

### Předchozí útok
Na žádost Československé exilové vlády v Londýně provedla RAF v noci z 20. na 21. října 1940 letecký útok na Plzeň. Ze základny RAF Linton-on-Ouse nedaleko Yorku odstartovalo jedenáct letadel 58. perutě 4. bombardovací skupiny. Dva bombardéry Armstrong Whitworth Whitley Mk.V se musely brzo vrátit, zbylých 9 letadel doletělo do cílové oblasti. Nad Plzní však byla silná oblačnost, která umožňovala jen bombardování naslepo. Některé posádky vyhodily alespoň letáky a letadla se vydala na zpáteční cestu, při které bombardovala příležitostné cíle v Německu. Pro značnou vzdálenost Plzně, která byla blízko hranice doletu letadel, se trojice letadel potýkala s nedostatkem paliva. Dvě nouzově přistála u britského pobřeží, třetí bylo sestřeleno německým nočním stíhačem. Nálet byl celkově fiaskem, protože letadla doletěla na špatnou lokalitu, místo bomb na Škodovku shodila jen letáky na vesnice na Berounsku a při návratu RAF o tři z nich přišlo.:22–23

## Přípravy
Neúspěch prvního náletu na Plzeň britské letectvo neodradil. Již 25. října operační rozkaz č. 192 nařídil 51. bombardovací peruti provedení dalšího náletu na plzeňskou zbrojovku.:23 Domovskou základnou 51. peruti bylo letiště Dishforthu, ležícího sedm kilometrů východně od Riponu v hrabství Yorkshire na severu Anglie.:23 K náletu bylo určeno osm bombardérů, které byly během dne vyzbrojeny dvojicí 500liberních pum, pěti 250liberními pumami a kontejnerem drobných zápalných bomb, přičemž větší pumy měly sekundový zpožďovač a trojice menších pum byla časovaná s různě zpožděnou explozí po dopadu.:24 Vyzbrojená letka se po poledni přesunula na 220 km vzdálené letiště Swanton Morley severozápadně od Norwitche v hrabství Norfolk, ze které je Plzeň vzdálená 922 km.:24 V 15.30 byl však nálet na Plzeň odložen, nejprve na 26. října, následně na 27. října.:24 Operační rozkazy č. 194 a 195 namísto toho vyslaly 51. peruť k útoku na rafinérie v Magdeburku a Reisholzu.:24

## Letecký útok
V noci z neděle 27. na pondělí 28. října odstartovalo k bombardování mnoha cílů na území Německa a okupovaných zemí celkem 82 letadel. 51. bombardovací peruť byla vyslána nad Plzeň s letadly AW.38 Whitley. Letka startovala z předsunutého letiště Swanton Morley, osm letadel vzlétlo mezi 20.00 a 20.20.:24 Každý bombardér nesl opět dvě pumy o váze 500 liber, pět o váze 250 liber a zásobník zápalných pumiček.
Ač se letadla dostala nad území původního Československa, posádky měly opět problém najít Plzeň nebo se setkaly s hustou oblačností znemožňující sestup pro identifikace cíle.:24 Jen posádka letounu AW.38 Whitley P4218 pilota Sgt A. E. Priora po návratu jako jediná udala, že přes palbu lehkého i těžkého flaku shodila v 0.40 na Škodovku své bomby, po jejichž výbuchu následovaly ohně.:24 V hlášení však nebyla zmíněna hustá oblačnost, se kterou se potkaly ostatní posádky, takže je pravděpodobné, že posádka omylem bombardovala jiný, dosud neznámý cíl, pravděpodobně v Německu.:25 Žádné z osmi letadel se nad Škodovku nedostalo a ta nebyla vůbec bombardována.

### Náhradní cíle
Vracející se letadla bombardovala příležitostné cíle v Německu a na jím okupovaných územích.:24 Letadlo P5108 pilotované Sgt Lashbrookem bombardovalo ve 2.30 usilovně bráněné seřaďovací nádraží ve městě Hamm v Porúří, přičemž posádka viděla přímé zásahy s následnými výbuchy a ohněm.:24 Na letiště v Duisburgu shodilo ve 2.45 část svých pum letadlo T4175 Sgt Millsona, bombardovalo z výšky téměř 3,5 km.:24 Po dopadu pum vypnuli na letišti osvětlení, pilotovi se nepovedlo letiště znovu nalézt pro druhý shoz a se zbylými pumami přiletěl nazpět.:24 Letadlo N1481 pilotované P/O Pevelerem se přes přítomnost světlometu a těžkého flaku pokusilo ve 3.25 bombardovat letiště Gelsenkirchenu.:24 Posádka pilota P/O Dunna v letadle P5112 shodila své pumy na přístav Wilhelmshaven ve 3.55.:24 Obdobně bombardovala ve 4.25 belgický přístav Ostende posádka P/O Sharpa v letadle P4972.:24 Posádka letounu P5013 shazovala ve 4.35 pumy na nizozemské letiště Shiphol nedaleko Amsterdamu.:24 Letadlo pilotované P/O Bovingtonem bombardovalo při protiletadlové palbě a mezi kužely světlometů, přesto posádka zaznamenala úspěšné zásahy včetně zničené stíhačky Messerschmitt Bf 109.:24 Vhodný cíl pro shoz bomb se nepodařilo najít posádce letadla P5106, které pilotoval S/Ldr Tait; letadlo se vrátilo se všemi pumami na palubě.:24

## Hodnocení a odezva v tisku
Ač se oproti prvnímu náletu vrátila všechna letadla na základnu bez problémů, pro selhání navigace k cíli a bombardování jen náhradních cílů je nutné označit nálet za naprosto neúspěšný.:25 Výsledek náletu však tehdejšímu tisku nezabránil zpracovat zprávy jako propagandu: útok neprovedlo jediné letadlo, ale bombardovala britská letadla, všechny pumy našly svůj cíl, zažehly mnoho rychle se šířících ohňů a způsobily exploze.:25

## Osudy letců
Již zmíněný pilot Alfred Ellis Prior DFM se nad území Protektorátu vrátil na jaře 1943, když v noci ze 14. na 15. března dopravoval paraskupinu Iridium. Nad českým územím však zabloudil a než by československý desant vysadil na nesprávném místě, rozhodl se pro návrat.:24 Při zpáteční cestě byl letoun sestřelen nad Bavorskem a v jeho troskách zahynula posádka i celý výsadek.:24
V posádce letadla AW.38 Whitley P5108 letěl Sgt Lashbrook, který se později zúčastnil nepovedeného náletu 17. dubna 1943 v letadle Halifax „HR663“ spadajícím pod 102. bombardovací peruť.